# Agrilus connatus
Agrilus connatus – gatunek chrząszcza z rodziny bogatkowatych i podrodziny Agrilinae.

## Taksonomia
Gatunek ten opisany został po raz pierwszy w 2019 roku przez Eduarda Jendeka i Oto Nakládala na łamach Journal of Asia-Pacific Entomology. Jako miejsce typowe wskazano Lao Pako w prowincji Wientian w Laosie.

## Morfologia
Chrząszcz o wydłużonym, prawie równoległobocznym, wypukłym, jednobarwnie owłosionym ciele długości od 7,7 do 9,9 mm. Głowa jest bardzo duża, o płaskim czole, płytkim wcisku środkowym, gęsto pomarszczonym ciemieniu, mniejszych niż połowa jego szerokości oczach i piłkowanych począwszy od czwartego członu czułkach. Kwadratowe do nieco podłużnego, najszersze na tylnej krawędzi przedplecze ma wystający przed przednie kąty płat przedni, lekko łukowate brzegi boczne, rozwarte i tępe kąty tylne oraz mniej więcej równoległą przedniej krawędź tylną. Na powierzchni przedplecza występuje wcisk środkowy i dwa płytkie i wąskie wciski boczne. Żeberka boczne przedplecza zbiegają się i łączą ze sobą. Pokrywy pozbawione są żeberek barkowych i mają osobno prawie kanciaste wierzchołki. Przedpiersie ma duży płat przedni z głęboko i szeroko, łukowato wykrojoną krawędzią oraz wyraźnie rozszerzony, ostro zakończony wyrostek międzybiodrowy. Wyrostek zapiersia jest płaski. Wierzchołkowa krawędź pygidium jest łukowata. Ostatni sternit odwłoka ma kanciasto zafalowany wierzchołek. Samiec ma płaski, symetrycznie zbudowany, najszerszy w części szczytowej edeagus.

## Ekologia i występowanie
Owad ten żeruje przypuszczalnie na cytrusach.
Gatunek orientalny, znany z prowincji Wientian w Laosie oraz prowincji Chiang Mai w Tajlandii.